# Футбол на Олімпійських іграх
Олімпійський футбольний турнір — футбольний турнір, який є частиною Олімпійських ігор.
На Олімпіадах 1900 і 1904 проводили тільки демонстраційні турніри, оскільки гра ще не була надто поширена. Офіційно футбол включили до програми літніх Олімпіад в 1908 р. На Олімпіаді 1908 року завдяки зусиллям Англійської футбольної асоціації проведено перший повноцінний турнір. Англійці домоглися введення футбольних змагань, але вимога МОКу щодо обов'язкового любительського рівня всіх команд ставила професіоналів і аматорів у різні умови. На Олімпіаді могли виступати лише аматори.
На початку XX століття професіоналізм існував лише в кількох країнах. Після Другої світової війни дедалі більше держав узаконили футбольний професіоналізм. Тепер футбол став професією для переважної більшості найсильніших гравців. Проте в соціалістичних країнах влада вважала всіх спортсменів любителями (офіційно вони були тренерами фізкультури чи працівниками державних установ), тому проти західних команд грали найсильніші гравці-профі, переодягнені у форму олімпійської збірної. Країни Східної Європи домінували у післявоєнних олімпійських змаганнях. Тому турніри втратили престиж і можливість об'єктивно показати розвиток футболу у тій чи іншій країні. Важливе рішення прийняв конгрес ФІФА у 1978 році — гравцям, які виступали на чемпіонаті світу (у відборі або фінальній частині) заборонили грати за олімпійські збірні.
З початку 1990-х років МОК і ФІФА нарешті дійшли до компромісу — поділ на любителів і профі остаточно скасували. З 1992 року в олімпійських футбольних турнірах повинні виступати лише футболісти молодші 23 років (додатково можна заявляти 3 гравців без вікових обмежень). Змагання стали доброю нагодою для виявлення юних талантів, олімпійські команди часто готують резерв для головної збірної країни.
З 1996 року окремо проводиться і жіночий футбольний турнір, який не має вікових обмежень.

## Історія

### Передумови турніру (1896—1906)

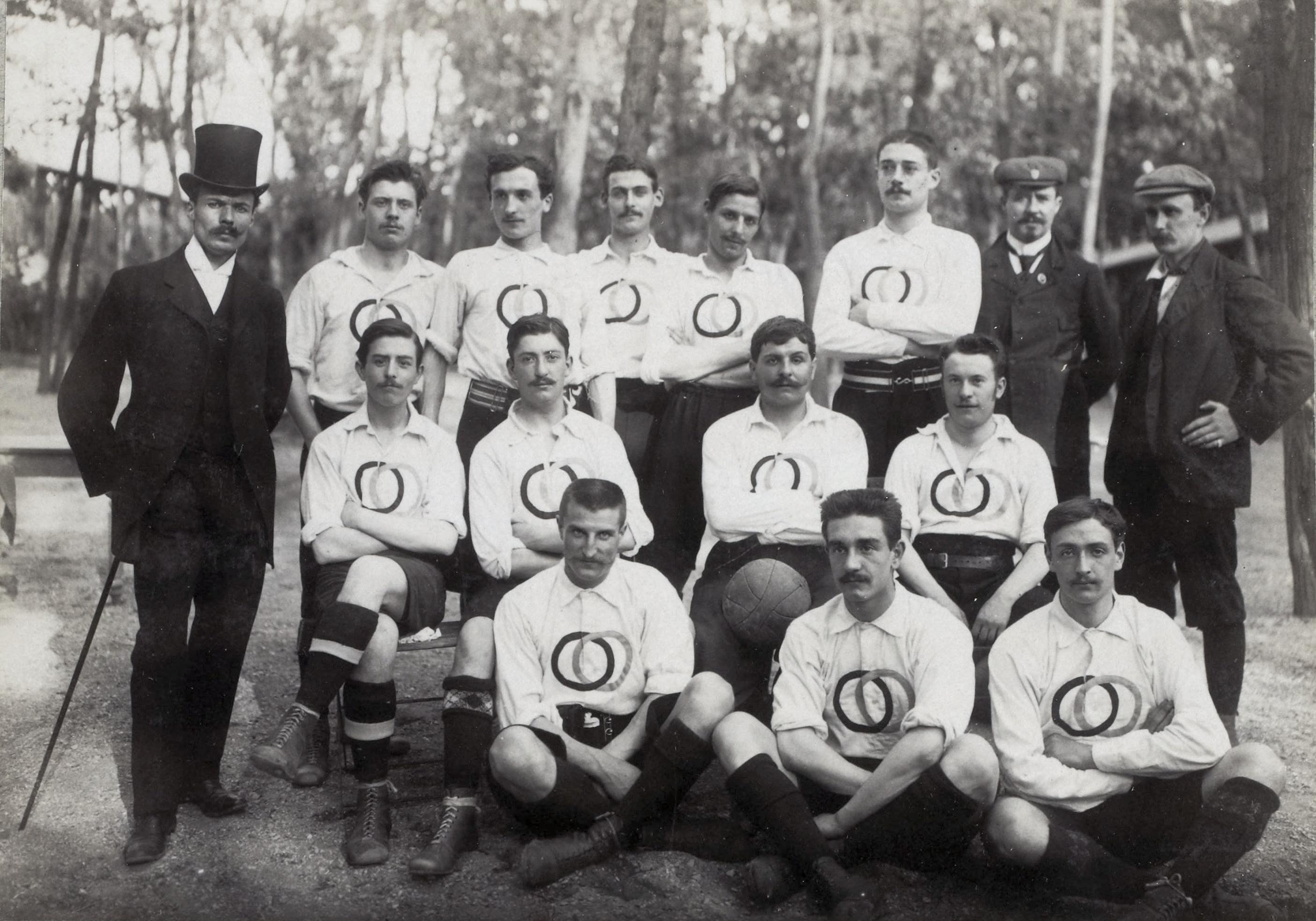
Срібні призери першого неофіційного олімпійського футбольного турніру 1900 року

Футбол не був присутній в офіційних змаганнях перших сучасних Олімпійських Ігор 1896 року, тому що міжнародний футбол перебував у зародковому стані в той час. Проте, джерела стверджують, що неофіційний футбольний турнір був організований у ході перших Ігор, в якому команда Афін програла команді, що представляла Смірну (Ізмір) — територію Османської імперії. Також історик олімпійського руху Білл Меллон писав: «Імовірно, що відбувся також матч між грецьким і данським клубом».
Футбольні турніри були зіграні на Олімпійських іграх в 1900 і 1904 роках, а також на позачергових Іграх 1906 року, але вони проводились між клубами. Хоча МОК вважає, що 1900 і 1904 турніри були офіційними олімпійськими змаганнями, вони не визнаються ФІФА.
У 1906 році команди з Великої Британії, Німеччини, Австрії, Нідерландів і Франції провели неофіційний турнір. Також були заявлені команди Данії, Смірни (один вірменин, два французи й вісім британців), Афін і Салоніків. Данія виграла фінал проти Афін 9:0.

### Початки турніру (1908—1928)

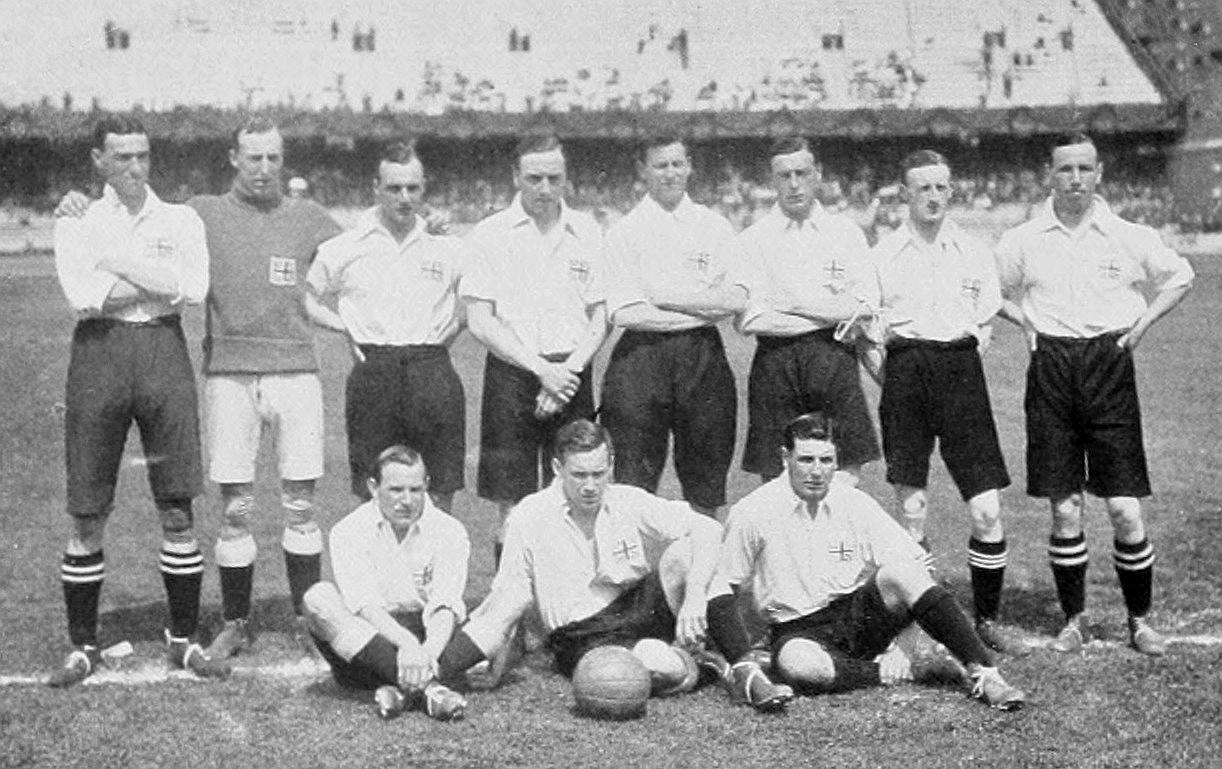
Олімпійські чемпіони 1912 року — збірна Великої Британії

Лондонська Олімпіада 1908 року містила перший офіційний міжнародний футбольний турнір. Усі чотири британські збірні були запрошені для участі в турнірі, але лише Англія, яка була єдиним представником раніше створеної ФІФА, делегувала команду. Водночас лише англійська ФА відмовилася платити непрофесійним гравцям за участь в Іграх — інші збірні ж сповна компенсували своїм представникам відлучення від основного місця роботи. Центрфорвард «Тоттенгем Готспур» Вів'єн Вудворд і голкіпер «Лестер Сіті» Горак Бейлі не мали статусу професіоналів, але були досить гарні для того, щоб представляти збірну своєї країни на Олімпіаді, і англійці з їх допомогою потрапили у фінал, де перемогли збірну Данії з рахунком 2:0, добувши перше олімпійське золото.
ФІФА врегулювала питання з участю непрофесійних гравців на наступній Олімпіаді, а число команд, що беруть участь зросла до 11. Англія, як і раніше була занадто сильним опонентом для інших команд. У півфіналі Вудворд навіть спеціально не забив пенальті у ворота збірної Фінляндії — на його думку, рішення судді в тому епізоді було помилковим. Втім, англійці все одно легко розібралися з фінами — 4:0. У фіналі знову зійшлися команди Англії та Данії й представники Британії знову перемогли, тепер вже з рахунком 4:2.

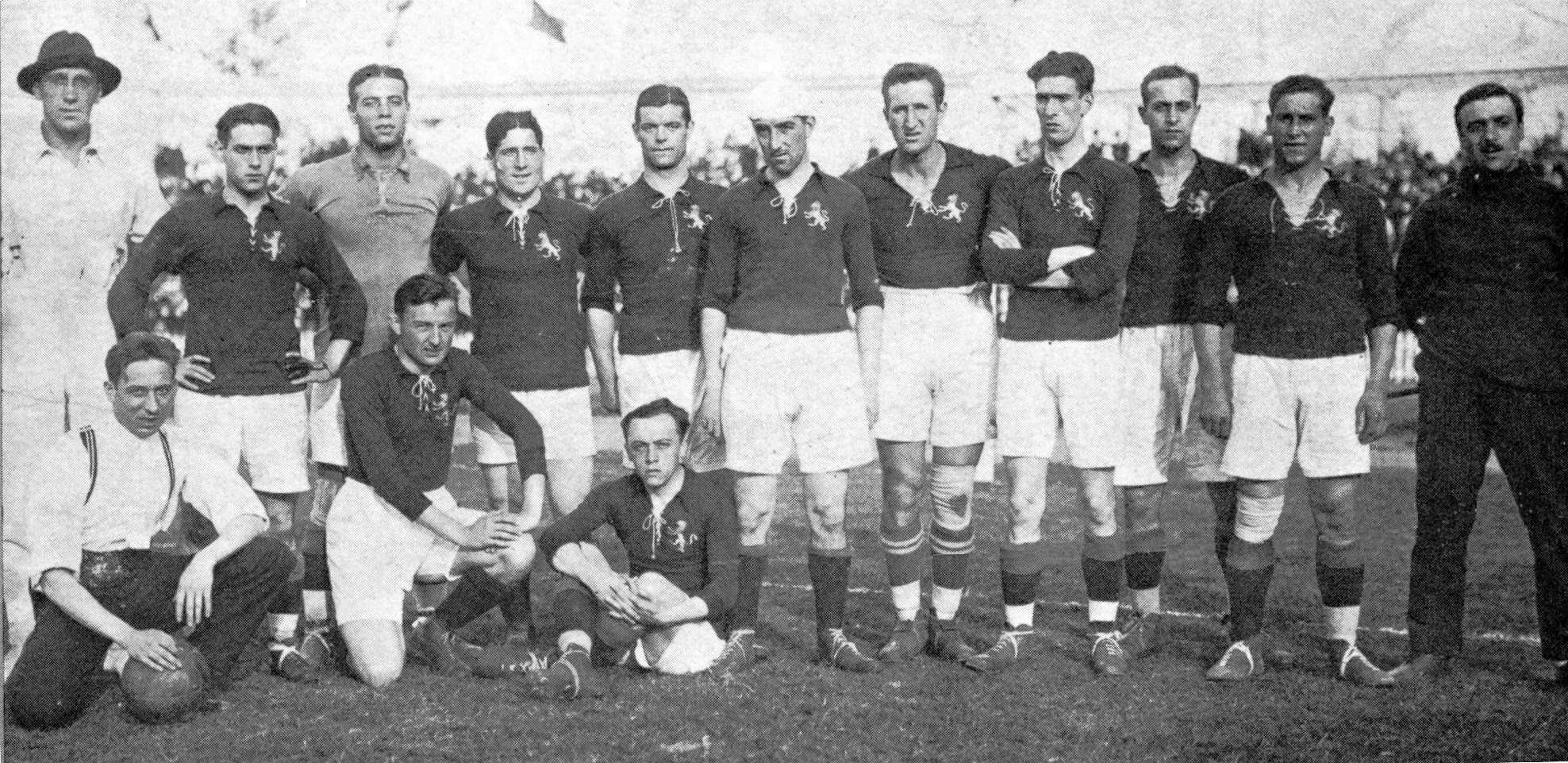
Срібні призери олімпіади 1920 року — збірна Іспанії

Проте родоначальники футболу були переможені збірною Норвегії з рахунком 3:1 вже в першому ж матчі першої повоєнної Олімпіади в Антверпені. Цього разу число команд зросло до 14, і з'явився перший представник не з Європи — збірна Єгипту. А фінал турніру ознаменувався скандалом — гравці збірної Чехословаччини пішли з поля незадовго до свистка на перерву, проявивши свою незгоду з упередженим суддівством бригади англійських суддів, що виявилося в зарахуванні другого голу збірної Бельгії (на думку чехословаків, з порушенням правил) і вилученні чехословацького захисника.
22 країни виставили свої збірні на Олімпійські Ігри 1924 року в Парижі, серед яких вперше були збірні «Нового світу» — США та Уругвай. Останні відразу несподівано виграли золоті нагороди. Уругвайці, якими керував Ектор Скароне, здолали збірну Швейцарії в фінальному матчі з рахунком 3:0.

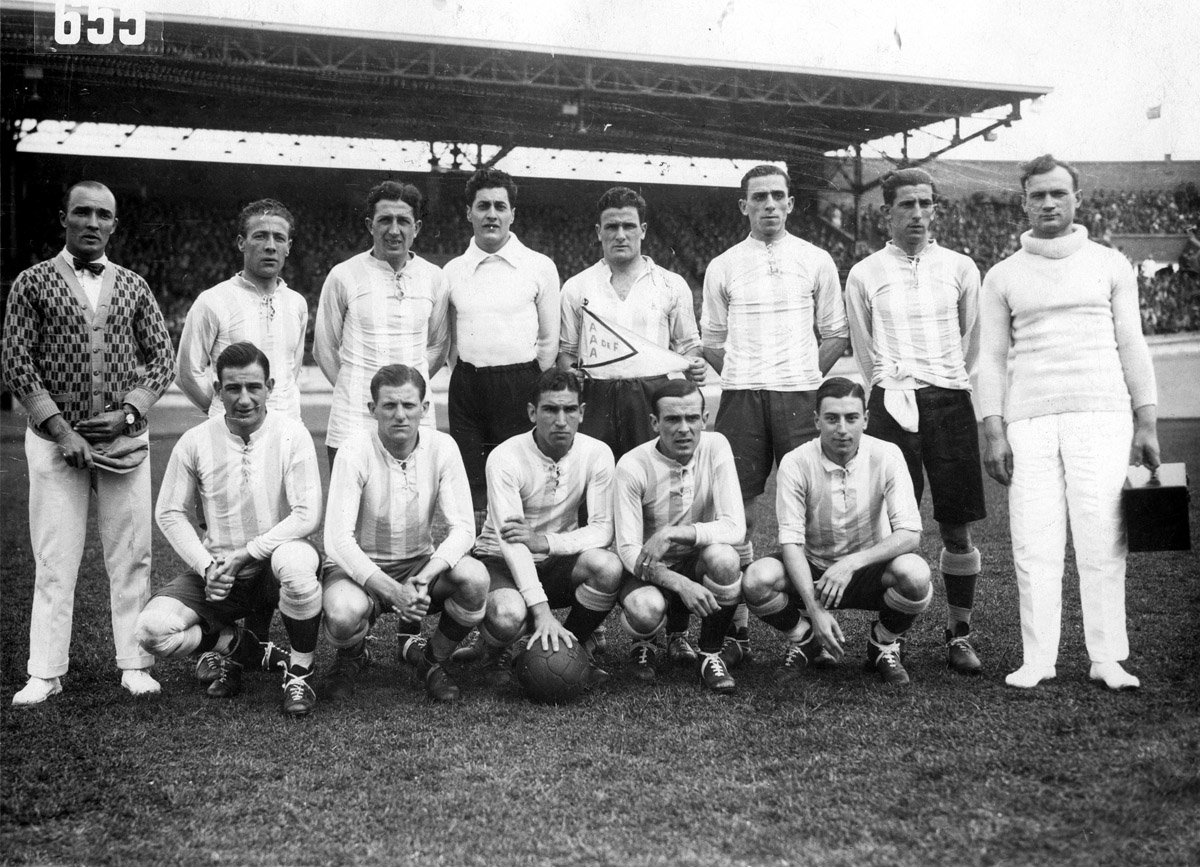
Срібні призери олімпіади 1928 року — збірна Аргентини

Через чотири роки в Амстердамі вперше взяла участь в Олімпійських іграх ще одна латиноамериканська збірна — збірна Аргентини, яка дісталася до фіналу, але в переграванні поступилася уругвайцям із рахунком 1:2.

### Конкурування з чемпіонатом світу (1930—1936)
Попри неперервні суперечки через участь аматорів і виплат гравцям за виступ у змаганнях, стало очевидним, що популярність футболу на Олімпіаді вимагає проведення окремого міжнародного турніру серед збірних своїх країн. В результаті цього 1930 року був проведений перший чемпіонат світу в Уругваї, який був відкритий для всіх гравців — професіоналів та аматорів. У зв'язку з цим на наступній Олімпіаді в Лос-Анджелесі в 1932 році футбол був виключений зі списку олімпійських видів спорту.

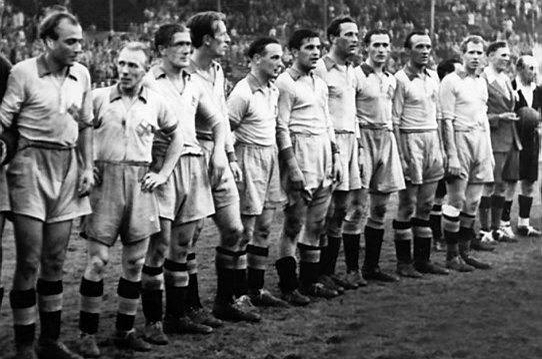
Олімпійські чемпіони 1948 року — збірна Швеції

Проте, вже на Іграх 1936 року в нацистському Берліні турнір із футболу був відновлений  — таким чином режим Адольфа Гітлера спробував акумулювати більший прибуток, отриманий від проведення Олімпіади. Не беручи участі в трьох попередніх Олімпіадах, британці цього разу виставили збірну Королівства, яка була представлена тринадцятьма англійцями, п'ятьма шотландцями й двома представниками Уельсу та Північної Ірландії. Сам же турнір включав 16 команд, у тому числі до ігор приєднались і азійські збірні — Китаю та Японії. Господарі турніру були несподівано переможені у чвертьфіналі норвежцями. У фіналі ж збірна Італії здолала австрійців із рахунком 2:1. На тому ж турнірі взяв участь останній футболіст, який не мав статус професіонала і зіграв у офіційному матчі національної збірної Великої Британії — представник «Арсеналу» Бернар Джой допоміг своїй команді вийти до чвертьфіналу, де британці програли збірній Польщі.

### Домінування збірних соцтабору (1948—1980)
На Олімпіаді 1948 року в Лондоні перемогла збірна Швеції, представлена легендарним тріо: Гуннар Грен — Гуннар Нордаль — Нільс Лідгольм. Шведи у фінальному матчі здолали збірну Югославії з рахунком 3:1. Але головним стало те, що з цього турніру розпочався різкий ривок представників новоствореного після війни соціалістичного блоку, у яких гравці де-факто були футболістами-професіоналами, але при цьому були на державних посадах, отримуючи гроші за участь у матчах.
Такий же підхід допоміг створити відому «Араньчапат» — збірну Угорщини, яка на Олімпіаді 1952 року впевнено взяла золото, розгромивши збірні Туреччини (7:1), Швеції (6:0) і здолавши з рахунком 2:0 югославів у фінальному матчі.

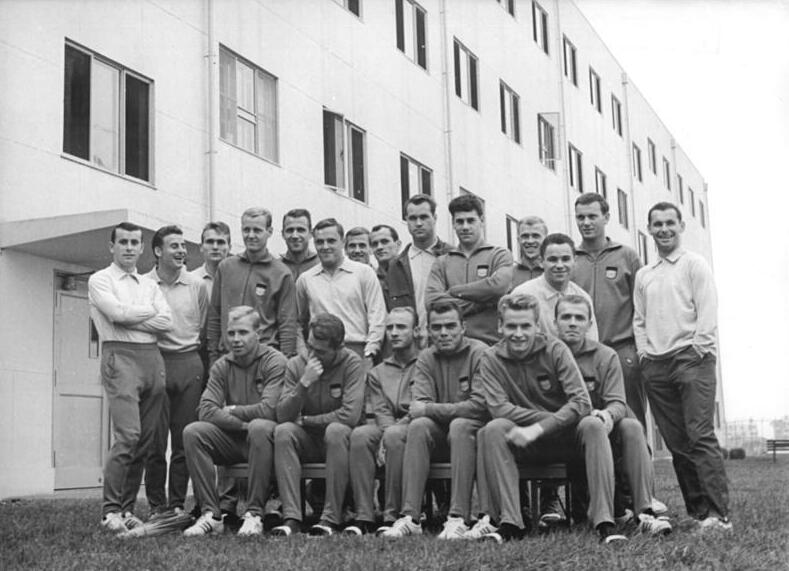
Бронзові призери олімпіади 1964 року — збірна Німеччини

Велика відстань до Мельбурну і політична напруженість у Європі стали причиною того, що на Олімпіаді 1956 року турнір був представлений лише 11 футбольними командами. У півфінальних матчах боролися відразу три представники комуністичного блоку, а золото виграла збірна СРСР.
Дана тенденція продовжилась і в 1960 році на Олімпіаді в Римі — золото взяли югослави, а наступної олімпіади найсильнішою знову стала збірна Угорщини. Крім того, Олімпіада 1964 року була примітна тим, що після масової деколонізації Африки, в іграх взяли участь 62 команди. Чотири роки по тому в Мексиці представництво збільшилося до 81 збірної, але золото знову дісталося угорцям.

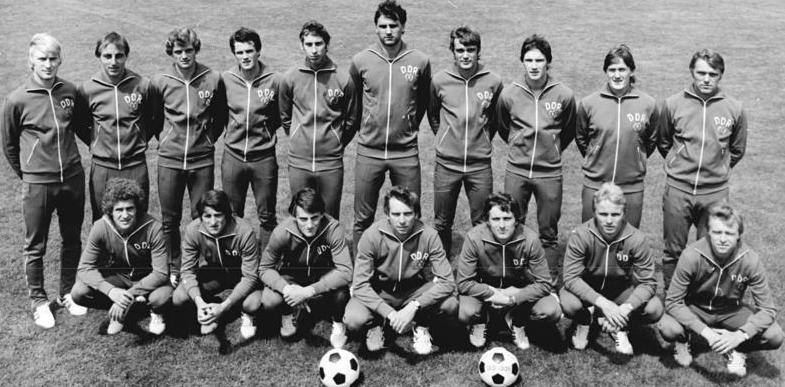
Срібні призери олімпіади 1980 року — збірна НДР

На Олімпіаді 1972 року в Мюнхені у фінальній частині були заявлені навіть збірні Судану і Бірми, проте перемогли знову представники соціалістичного табору — цього разу поляки, які вийшли в фінал і на наступній Олімпіаді в Монреалі, де були биті іншою соціалістичною країною — збірною НДР.
До Олімпіади 1980 року, яка вперше в історії пройшла в соціалістичній країни, представники Східного Блоку взяли шість комплектів золотих нагород поспіль. Тенденція продовжилась і на Іграх у Москві, де у фіналі Чехословаччина здолала збірну НДР, а господарі турніру здолали югославів. Щоправда, значна частина капіталістичних країн бойкотувала Ігри через вторгнення військ СРСР до Афганістану, тому соціалістичному табору не склало зусиль виграти весь комплект нагород.

### Зміни правил (1984—1992)
Після московської Олімпіади ФІФА і Міжнародний олімпійський комітет вирішили прибрати гегемонію соціалістичних країн і встановили правило, яке почало діяти з Олімпіади 1984 року і дозволяло професійним футболістам брати участь у турнірі, крім гравців збірних європейських і південноамериканських країн, які брали участь у розіграшах чемпіонатів світу. В першому ж турнірі французи несподівано перемогли збірну Бразилії й вперше в історії вибороли олімпійське золото.
На наступній Олімпіаді перемогу вдруге у своїй історії здобула збірна СРСР, бразильці знову взяли срібло, а збірна ФРН бронзу. ФІФА знову змінило регламент заявки футболістів, згідно з яким у турнірі отримали право брати участь гравці віком до 23-х років, до яких можна було додати до заявки три гравці, які не підпадають під цю категорію (з 1996 року).
Переможцем першого турніру нового формату стала господарка змагань збірна Іспанії, яка за участю Пепа Гвардіоли здолала збірну Польщі на Камп Ноу з рахунком 3:2.

### Створення жіночого турніру (1996— до сьогодні)

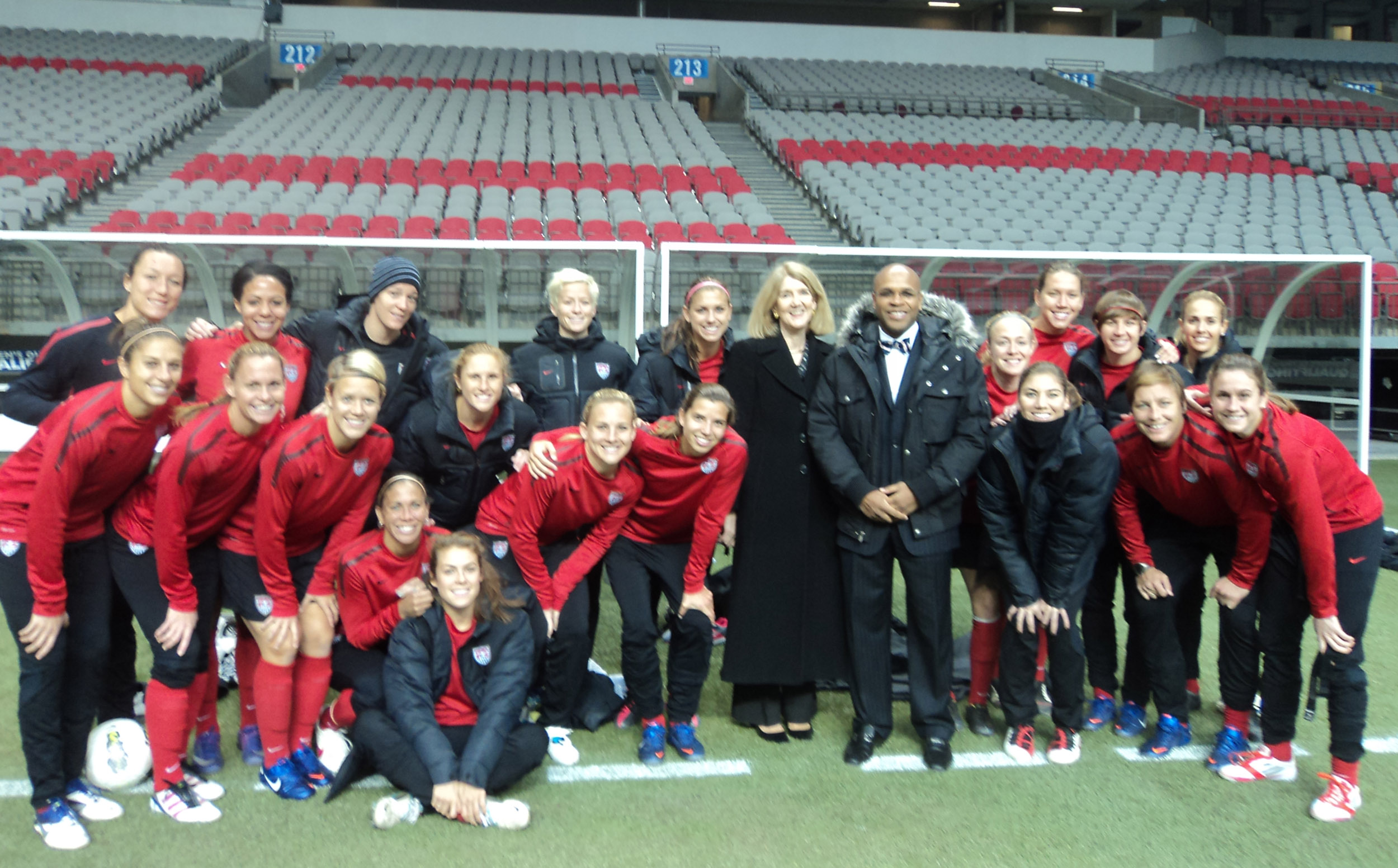
Переможці Олімпіади 2012 року — жіноча збірна США

На Олімпіаді 1996 року відбулося відразу дві визначних події: по перше, збірна Нігерії стала першою збірною Африки, якій підкорилося золото Олімпіади. «Орли» в півфіналі несподівано перемогли бразильців, а у вирішальному поєдинку здолали збірну Аргентини з Ернаном Креспо у складі. На тій же олімпіаді вперше було проведено жіночій олімпійський турнір, який не мав жодних обмежень для гравців, а перемогу святкували господарки турніру — американки.
Через чотири роки Камерун із Самуелем Ето'о у складі, зберіг золото для африканського континенту — його команда у фінальному протистоянні несподівано здолала іспанців у післяматчевих пенальті. У жінок США продовжило вдалі виступи на турнірі, програвши лише у фіналі збірній Норвегії в додатковий час.
На Олімпіаді 2004 року головною зіркою турніру став Карлос Тевес. Його вісім м'ячів допомогли збірній Аргентини святкувати успіх, перемігши у фіналі ще одну латиноамериканську збірну Парагваю. У жінок золото повернула собі збірна США, яка в додатковий час перемогла бразилійок із рахунком 2:1.
Чотири роки по тому збірна Аргентини підтвердила статус олімпійського чемпіона, перемігши у фіналі збірну Нігерії з рахунком 1:0. У жінок також попередній чемпіон, збірна США, підтвердила статус найкращої збірної, знову перемігши у фіналі жіночу збірну Бразилії з рахунком 1:0.
На Олімпіаді 2012 року в чоловічому турнірі мексиканці вперше здобули золото, а в жіночому збірна США виграла четверте (втретє поспіль) золото.
На двох наступних Олімпіадах у чоловіків двічі перемогу здобули бразильці, а у жінок у 2016 році перемогу здобули німкені, а в 2020 канадки.

## Учасники

### Чоловіки
| Збірна                           | 00                                   | 04                                   | 08                                   | 12                                   | 20                                   | 24                                   | 28                                   | 36                                   | 48                                   | 52                                   | 56                                   | 60                                   | 64                                   | 68                                   | 72                                   | 76                                   | 80                                   | 84                                   | 88                                   | 92                                        | 96                                        | 00                                        | 04                                        | 08                                        | 12                                        | 16                                        | 20                                        | 24                                        | Роки |
| -------------------------------- | ------------------------------------ | ------------------------------------ | ------------------------------------ | ------------------------------------ | ------------------------------------ | ------------------------------------ | ------------------------------------ | ------------------------------------ | ------------------------------------ | ------------------------------------ | ------------------------------------ | ------------------------------------ | ------------------------------------ | ------------------------------------ | ------------------------------------ | ------------------------------------ | ------------------------------------ | ------------------------------------ | ------------------------------------ | ----------------------------------------- | ----------------------------------------- | ----------------------------------------- | ----------------------------------------- | ----------------------------------------- | ----------------------------------------- | ----------------------------------------- | ----------------------------------------- | ----------------------------------------- | ---- |
| УЄФА                             |                                      |                                      |                                      |                                      |                                      |                                      |                                      |                                      |                                      |                                      |                                      |                                      |                                      |                                      |                                      |                                      |                                      |                                      |                                      |                                           |                                           |                                           |                                           |                                           |                                           |                                           |                                           |                                           |      |
| Австрія                          | –                                    | –                                    | –                                    | 5                                    | –                                    | –                                    | –                                    | 2                                    | 9                                    | 17                                   | –                                    | –                                    | –                                    | –                                    | –                                    | –                                    | –                                    | –                                    | –                                    | –                                         | –                                         | –                                         | –                                         | –                                         | –                                         | –                                         | –                                         | –                                         | 4    |
| Бельгія                          | 3                                    | –                                    | –                                    | –                                    | 1                                    | 9                                    | 5                                    | –                                    | –                                    | –                                    | –                                    | –                                    | –                                    | –                                    | –                                    | –                                    | –                                    | –                                    | –                                    | –                                         | –                                         | –                                         | –                                         | 4                                         | –                                         | –                                         | –                                         | –                                         | 5    |
| Білорусь                         | –                                    | –                                    | –                                    | –                                    | –                                    | –                                    | –                                    | –                                    | –                                    | –                                    | –                                    | –                                    | –                                    | –                                    | –                                    | –                                    | –                                    | –                                    | –                                    | –                                         | –                                         | –                                         | –                                         | –                                         | 10                                        | –                                         | –                                         | –                                         | 1    |
| Болгарія                         | –                                    | –                                    | –                                    | –                                    | –                                    | 9                                    | –                                    | –                                    | –                                    | 17                                   | 3                                    | 5                                    | –                                    | 2                                    | –                                    | –                                    | –                                    | –                                    | –                                    | –                                         | –                                         | –                                         | –                                         | –                                         | –                                         | –                                         | –                                         | –                                         | 5    |
| Велика Британія                  | 1                                    | –                                    | 1                                    | 1                                    | 8                                    | –                                    | –                                    | 5                                    | 4                                    | 17                                   | 5                                    | 9                                    | –                                    | –                                    | –                                    | –                                    | –                                    | –                                    | –                                    | –                                         | –                                         | –                                         | –                                         | –                                         | 5                                         | –                                         | –                                         | –                                         | 10   |
| Греція                           | –                                    | –                                    | –                                    | –                                    | 8                                    | –                                    | –                                    | –                                    | –                                    | 17                                   | –                                    | –                                    | –                                    | –                                    | –                                    | –                                    | –                                    | –                                    | –                                    | –                                         | –                                         | –                                         | 15                                        | –                                         | –                                         | –                                         | –                                         | –                                         | 3    |
| Данія                            | –                                    | –                                    | 2                                    | 2                                    | 8                                    | –                                    | –                                    | –                                    | 3                                    | 5                                    | –                                    | 2                                    | –                                    | –                                    | 5                                    | –                                    | –                                    | –                                    | –                                    | 13                                        | –                                         | –                                         | –                                         | –                                         | –                                         | 8                                         | –                                         | –                                         | 9    |
| Естонія                          | –                                    | –                                    | –                                    | –                                    | –                                    | 17                                   | –                                    | –                                    | –                                    | –                                    | –                                    | –                                    | –                                    | –                                    | –                                    | –                                    | –                                    | –                                    | –                                    | –                                         | –                                         | –                                         | –                                         | –                                         | –                                         | –                                         | –                                         | –                                         | 1    |
| Ізраїль                          | Як представник Азії                  | Як представник Азії                  | Як представник Азії                  | Як представник Азії                  | Як представник Азії                  | Як представник Азії                  | Як представник Азії                  | Як представник Азії                  | Як представник Азії                  | Як представник Азії                  | Як представник Азії                  | Як представник Азії                  | Як представник Азії                  | Як представник Азії                  | Як представник Азії                  | Як представник Азії                  | Як представник Азії                  | –                                    | –                                    | –                                         | –                                         | –                                         | –                                         | –                                         | –                                         | –                                         | –                                         | 15                                        | 3    |
| Ірландія                         | –                                    | –                                    | –                                    | –                                    | –                                    | 5                                    | –                                    | –                                    | 17                                   | –                                    | –                                    | –                                    | –                                    | –                                    | –                                    | –                                    | –                                    | –                                    | –                                    | –                                         | –                                         | –                                         | –                                         | –                                         | –                                         | –                                         | –                                         | –                                         | 2    |
| Іспанія                          | –                                    | –                                    | –                                    | –                                    | 2                                    | 17                                   | 5                                    | –                                    | –                                    | –                                    | –                                    | –                                    | –                                    | 5                                    | –                                    | 9                                    | 9                                    | –                                    | –                                    | 1                                         | 6                                         | 2                                         | –                                         | –                                         | 14                                        | –                                         | 2                                         | 1                                         | 12   |
| Італія                           | –                                    | –                                    | –                                    | 9                                    | 4                                    | 5                                    | 3                                    | 1                                    | 5                                    | 9                                    | –                                    | 4                                    | –                                    | –                                    | –                                    | –                                    | –                                    | 4                                    | 4                                    | 7                                         | 12                                        | 5                                         | 3                                         | 5                                         | –                                         | –                                         | –                                         | –                                         | 15   |
| Латвія                           | –                                    | –                                    | –                                    | –                                    | –                                    | 9                                    | –                                    | –                                    | –                                    | –                                    | –                                    | –                                    | –                                    | –                                    | –                                    | –                                    | –                                    | –                                    | –                                    | –                                         | –                                         | –                                         | –                                         | –                                         | –                                         | –                                         | –                                         | –                                         | 1    |
| Литва                            | –                                    | –                                    | –                                    | –                                    | –                                    | 17                                   | –                                    | –                                    | –                                    | –                                    | –                                    | –                                    | –                                    | –                                    | –                                    | –                                    | –                                    | –                                    | –                                    | –                                         | –                                         | –                                         | –                                         | –                                         | –                                         | –                                         | –                                         | –                                         | 1    |
| Люксембург                       | –                                    | –                                    | –                                    | –                                    | 8                                    | 9                                    | 9                                    | 9                                    | 9                                    | 9                                    | –                                    | –                                    | –                                    | –                                    | –                                    | –                                    | –                                    | –                                    | –                                    | –                                         | –                                         | –                                         | –                                         | –                                         | –                                         | –                                         | –                                         | –                                         | 6    |
| НДР                              | –                                    | –                                    | –                                    | –                                    | –                                    | –                                    | –                                    | –                                    | –                                    | WD                                   | –                                    | –                                    | 3                                    | –                                    | 3                                    | 1                                    | 2                                    | WD                                   | –                                    | Возз'єднання Німеччини                    | Возз'єднання Німеччини                    | Возз'єднання Німеччини                    | Возз'єднання Німеччини                    | Возз'єднання Німеччини                    | Возз'єднання Німеччини                    | Возз'єднання Німеччини                    | Возз'єднання Німеччини                    | Возз'єднання Німеччини                    | 4    |
| Нідерланди                       | –                                    | –                                    | 3                                    | 3                                    | 3                                    | 4                                    | 9                                    | –                                    | 9                                    | 17                                   | –                                    | –                                    | –                                    | –                                    | –                                    | –                                    | –                                    | –                                    | –                                    | –                                         | –                                         | –                                         | –                                         | 7                                         | –                                         | –                                         | –                                         | –                                         | 8    |
| Німеччина                        | –                                    | –                                    | –                                    | 7                                    | –                                    | –                                    | 5                                    | 5                                    | –                                    | 4                                    | 9                                    | –                                    | –                                    | –                                    | 5                                    | –                                    | –                                    | 5                                    | 3                                    | –                                         | –                                         | –                                         | –                                         | –                                         | –                                         | 2                                         | 9                                         | –                                         | 10   |
| Норвегія                         | –                                    | –                                    | –                                    | 5                                    | 5                                    | –                                    | –                                    | 3                                    | –                                    | 9                                    | –                                    | –                                    | –                                    | –                                    | –                                    | –                                    | –                                    | 9                                    | –                                    | –                                         | –                                         | –                                         | –                                         | –                                         | –                                         | –                                         | –                                         | –                                         | 5    |
| Польща                           | –                                    | –                                    | –                                    | –                                    | –                                    | 17                                   | –                                    | 4                                    | –                                    | 9                                    | –                                    | 9                                    | –                                    | –                                    | 1                                    | 2                                    | –                                    | –                                    | –                                    | 2                                         | –                                         | –                                         | –                                         | –                                         | –                                         | –                                         | –                                         | –                                         | 7    |
| Португалія                       | –                                    | –                                    | –                                    | –                                    | –                                    | –                                    | 5                                    | –                                    | –                                    | –                                    | –                                    | –                                    | –                                    | –                                    | –                                    | –                                    | –                                    | –                                    | –                                    | –                                         | 4                                         | –                                         | 14                                        | –                                         | –                                         | 6                                         | –                                         | –                                         | 4    |
| Росія                            | –                                    | –                                    | –                                    | 5                                    | –                                    | –                                    | –                                    | –                                    | –                                    | –                                    | –                                    | –                                    | –                                    | –                                    | –                                    | –                                    | –                                    | –                                    | –                                    | –                                         | –                                         | –                                         | –                                         | –                                         | –                                         | –                                         | –                                         | –                                         | 1    |
| Румунія                          | –                                    | –                                    | –                                    | –                                    | –                                    | 9                                    | –                                    | –                                    | –                                    | 17                                   | –                                    | –                                    | 5                                    | –                                    | –                                    | –                                    | –                                    | –                                    | –                                    | –                                         | –                                         | –                                         | –                                         | –                                         | –                                         | –                                         | 11                                        | –                                         | 4    |
| Сербія                           | –                                    | –                                    | –                                    | –                                    | –                                    | –                                    | –                                    | –                                    | –                                    | –                                    | –                                    | –                                    | –                                    | –                                    | –                                    | –                                    | –                                    | –                                    | –                                    | –                                         | –                                         | –                                         | –                                         | 12                                        | –                                         | –                                         | –                                         | –                                         | 1    |
| Сербія і Чорногорія              | –                                    | –                                    | –                                    | –                                    | –                                    | –                                    | –                                    | –                                    | –                                    | –                                    | –                                    | –                                    | –                                    | –                                    | –                                    | –                                    | –                                    | –                                    | –                                    | –                                         | –                                         | –                                         | 16                                        | –                                         | –                                         | –                                         | –                                         | –                                         | 1    |
| Словаччина                       | –                                    | –                                    | –                                    | –                                    | –                                    | –                                    | –                                    | –                                    | –                                    | –                                    | –                                    | –                                    | –                                    | –                                    | –                                    | –                                    | –                                    | –                                    | –                                    | –                                         | –                                         | 13                                        | –                                         | –                                         | –                                         | –                                         | –                                         | –                                         | 1    |
| СРСР                             | –                                    | –                                    | –                                    | –                                    | –                                    | –                                    | –                                    | –                                    | –                                    | 9                                    | 1                                    | –                                    | –                                    | –                                    | 3                                    | 3                                    | 3                                    | –                                    | 1                                    | –                                         | Виступає окремо 15 збірних                | Виступає окремо 15 збірних                | Виступає окремо 15 збірних                | Виступає окремо 15 збірних                | Виступає окремо 15 збірних                | Виступає окремо 15 збірних                | Виступає окремо 15 збірних                | –                                         | 6    |
| Туреччина                        | –                                    | –                                    | –                                    | –                                    | –                                    | 17                                   | 9                                    | 9                                    | 5                                    | 5                                    | –                                    | 9                                    | –                                    | –                                    | –                                    | –                                    | –                                    | –                                    | –                                    | –                                         | –                                         | –                                         | –                                         | –                                         | –                                         | –                                         | –                                         | –                                         | 6    |
| Угорщина                         | –                                    | –                                    | –                                    | 5                                    | –                                    | 9                                    | –                                    | 9                                    | –                                    | 1                                    | –                                    | 3                                    | 1                                    | 1                                    | 2                                    | –                                    | –                                    | –                                    | –                                    | –                                         | 16                                        | –                                         | –                                         | –                                         | –                                         | –                                         | –                                         | –                                         | 9    |
| Україна                          | –                                    | –                                    | –                                    | –                                    | –                                    | –                                    | –                                    | –                                    | –                                    | –                                    | –                                    | –                                    | –                                    | –                                    | –                                    | –                                    | –                                    | –                                    | –                                    | –                                         | –                                         | –                                         | –                                         | –                                         | –                                         | –                                         | –                                         | 9                                         | 1    |
| Фінляндія                        | –                                    | –                                    | –                                    | 4                                    | –                                    | –                                    | –                                    | 9                                    | –                                    | 9                                    | –                                    | –                                    | –                                    | –                                    | –                                    | –                                    | 9                                    | –                                    | –                                    | –                                         | –                                         | –                                         | –                                         | –                                         | –                                         | –                                         | –                                         | –                                         | 4    |
| Франція                          | 2                                    | –                                    | 5                                    | –                                    | 7                                    | 5                                    | 9                                    | –                                    | 5                                    | 17                                   | –                                    | 5                                    | –                                    | 5                                    | –                                    | 5                                    | –                                    | 1                                    | –                                    | –                                         | 5                                         | –                                         | –                                         | –                                         | –                                         | –                                         | 13                                        | 2                                         | 14   |
| Чехія                            | –                                    | –                                    | –                                    | –                                    | –                                    | –                                    | –                                    | –                                    | –                                    | –                                    | –                                    | –                                    | –                                    | –                                    | –                                    | –                                    | –                                    | –                                    | –                                    | –                                         | –                                         | 14                                        | –                                         | –                                         | –                                         | –                                         | –                                         | –                                         | 1    |
| Чехословаччина                   | –                                    | –                                    | –                                    | –                                    | D                                    | 9                                    | –                                    | –                                    | –                                    | –                                    | –                                    | –                                    | 2                                    | 9                                    | –                                    | –                                    | 1                                    | –                                    | –                                    | Виступають окремо, як Словаччина та Чехія | Виступають окремо, як Словаччина та Чехія | Виступають окремо, як Словаччина та Чехія | Виступають окремо, як Словаччина та Чехія | Виступають окремо, як Словаччина та Чехія | Виступають окремо, як Словаччина та Чехія | Виступають окремо, як Словаччина та Чехія | Виступають окремо, як Словаччина та Чехія | Виступають окремо, як Словаччина та Чехія | 5    |
| Швеція                           | –                                    | –                                    | 4                                    | 9                                    | 5                                    | 3                                    | –                                    | 9                                    | 1                                    | 3                                    | –                                    | –                                    | –                                    | –                                    | –                                    | –                                    | –                                    | –                                    | 5                                    | 5                                         | –                                         | –                                         | –                                         | –                                         | –                                         | 15                                        | –                                         | –                                         | 10   |
| Швейцарія                        | –                                    | –                                    | –                                    | –                                    | –                                    | 2                                    | 9                                    | –                                    | –                                    | –                                    | –                                    | –                                    | –                                    | –                                    | –                                    | –                                    | –                                    | –                                    | –                                    | –                                         | –                                         | –                                         | –                                         | –                                         | 13                                        | –                                         | –                                         | –                                         | 3    |
| Югославія                        | –                                    | –                                    | –                                    | –                                    | 8                                    | 17                                   | 9                                    | –                                    | 2                                    | 2                                    | 2                                    | 1                                    | 6                                    | –                                    | –                                    | –                                    | 4                                    | 3                                    | 9                                    | –                                         | Виступає окремо 6 збірних                 | Виступає окремо 6 збірних                 | Виступає окремо 6 збірних                 | Виступає окремо 6 збірних                 | Виступає окремо 6 збірних                 | Виступає окремо 6 збірних                 | Виступає окремо 6 збірних                 | Виступає окремо 6 збірних                 | 11   |
| Збірна                           | 00                                   | 04                                   | 08                                   | 12                                   | 20                                   | 24                                   | 28                                   | 36                                   | 48                                   | 52                                   | 56                                   | 60                                   | 64                                   | 68                                   | 72                                   | 76                                   | 80                                   | 84                                   | 88                                   | 92                                        | 96                                        | 00                                        | 04                                        | 08                                        | 12                                        | 16                                        | 20                                        | 24                                        | Роки |
| КОНМЕБОЛ                         |                                      |                                      |                                      |                                      |                                      |                                      |                                      |                                      |                                      |                                      |                                      |                                      |                                      |                                      |                                      |                                      |                                      |                                      |                                      |                                           |                                           |                                           |                                           |                                           |                                           |                                           |                                           |                                           |      |
| Аргентина                        | –                                    | –                                    | –                                    | –                                    | –                                    | –                                    | 2                                    | –                                    | –                                    | –                                    | –                                    | 5                                    | 9                                    | –                                    | –                                    | –                                    | –                                    | –                                    | 5                                    | –                                         | 2                                         | –                                         | 1                                         | 1                                         | –                                         | 11                                        | 10                                        | 7                                         | 10   |
| Бразилія                         | –                                    | –                                    | –                                    | –                                    | –                                    | –                                    | –                                    | –                                    | –                                    | 5                                    | –                                    | 5                                    | 9                                    | 9                                    | 13                                   | 4                                    | –                                    | 2                                    | 2                                    | –                                         | 3                                         | 7                                         | –                                         | 3                                         | 2                                         | 1                                         | 1                                         | –                                         | 14   |
| Венесуела                        | –                                    | –                                    | –                                    | –                                    | –                                    | –                                    | –                                    | –                                    | –                                    | –                                    | –                                    | –                                    | –                                    | –                                    | –                                    | –                                    | 9                                    | –                                    | –                                    | –                                         | –                                         | –                                         | –                                         | –                                         | –                                         | –                                         | –                                         | –                                         | 1    |
| Колумбія                         | –                                    | –                                    | –                                    | –                                    | –                                    | –                                    | –                                    | –                                    | –                                    | –                                    | –                                    | –                                    | –                                    | 9                                    | 9                                    | –                                    | 9                                    | –                                    | –                                    | 14                                        | –                                         | –                                         | –                                         | –                                         | –                                         | 7                                         | –                                         | –                                         | 5    |
| Парагвай                         | –                                    | –                                    | –                                    | –                                    | –                                    | –                                    | –                                    | –                                    | –                                    | –                                    | –                                    | –                                    | –                                    | –                                    | –                                    | –                                    | –                                    | –                                    | –                                    | 6                                         | –                                         | –                                         | 2                                         | –                                         | –                                         | –                                         | –                                         | 6                                         | 3    |
| Перу                             | –                                    | –                                    | –                                    | –                                    | –                                    | –                                    | –                                    | 5                                    | –                                    | –                                    | –                                    | 9                                    | –                                    | –                                    | –                                    | –                                    | –                                    | –                                    | –                                    | –                                         | –                                         | –                                         | –                                         | –                                         | –                                         | –                                         | –                                         | –                                         | 2    |
| Уругвай                          | –                                    | –                                    | –                                    | –                                    | –                                    | 1                                    | 1                                    | –                                    | –                                    | –                                    | –                                    | –                                    | –                                    | –                                    | –                                    | –                                    | –                                    | –                                    | –                                    | –                                         | –                                         | –                                         | –                                         | –                                         | 9                                         | –                                         | –                                         | –                                         | 3    |
| Чилі                             | –                                    | -                                    | –                                    | –                                    | –                                    | –                                    | 17                                   | –                                    | –                                    | 17                                   | –                                    | –                                    | –                                    | –                                    | –                                    | –                                    | –                                    | 5                                    | –                                    | –                                         | –                                         | 3                                         | –                                         | –                                         | –                                         | –                                         | –                                         | –                                         | 4    |
| Збірна                           | 00                                   | 04                                   | 08                                   | 12                                   | 20                                   | 24                                   | 28                                   | 36                                   | 48                                   | 52                                   | 56                                   | 60                                   | 64                                   | 68                                   | 72                                   | 76                                   | 80                                   | 84                                   | 88                                   | 92                                        | 96                                        | 00                                        | 04                                        | 08                                        | 12                                        | 16                                        | 20                                        | 24                                        | Роки |
| КОНКАКАФ                         |                                      |                                      |                                      |                                      |                                      |                                      |                                      |                                      |                                      |                                      |                                      |                                      |                                      |                                      |                                      |                                      |                                      |                                      |                                      |                                           |                                           |                                           |                                           |                                           |                                           |                                           |                                           |                                           |      |
| Гватемала                        | –                                    | –                                    | –                                    | –                                    | –                                    | –                                    | –                                    | –                                    | –                                    | –                                    | –                                    | –                                    | –                                    | 5                                    | –                                    | 9                                    | –                                    | –                                    | 13                                   | –                                         | –                                         | –                                         | –                                         | –                                         | –                                         | –                                         | –                                         | –                                         | 3    |
| Гондурас                         | –                                    | –                                    | –                                    | –                                    | –                                    | –                                    | –                                    | –                                    | –                                    | –                                    | –                                    | –                                    | –                                    | –                                    | –                                    | –                                    | –                                    | –                                    | –                                    | –                                         | –                                         | 10                                        | –                                         | 16                                        | 7                                         | 4                                         | 14                                        | –                                         | 5    |
| Домініканська Республіка         | –                                    | –                                    | –                                    | –                                    | –                                    | –                                    | –                                    | –                                    | –                                    | –                                    | –                                    | –                                    | –                                    | –                                    | –                                    | –                                    | –                                    | –                                    | –                                    | –                                         | –                                         | –                                         | –                                         | –                                         | –                                         | –                                         | –                                         | 12                                        | 1    |
| Канада                           | –                                    | 1                                    | –                                    | –                                    | –                                    | –                                    | –                                    | –                                    | –                                    | –                                    | –                                    | –                                    | –                                    | –                                    | –                                    | 9                                    | –                                    | 5                                    | –                                    | –                                         | –                                         | –                                         | –                                         | –                                         | –                                         | –                                         | –                                         | –                                         | 3    |
| Коста-Рика                       | –                                    | –                                    | –                                    | –                                    | –                                    | –                                    | –                                    | –                                    | –                                    | –                                    | –                                    | –                                    | –                                    | –                                    | –                                    | –                                    | 13                                   | 13                                   | –                                    | –                                         | –                                         | –                                         | 8                                         | –                                         | –                                         | –                                         | –                                         | –                                         | 3    |
| Куба                             | –                                    | –                                    | –                                    | –                                    | –                                    | –                                    | –                                    | –                                    | –                                    | –                                    | –                                    | –                                    | –                                    | –                                    | –                                    | 9                                    | 5                                    | –                                    | –                                    | –                                         | –                                         | –                                         | –                                         | –                                         | –                                         | –                                         | –                                         | –                                         | 2    |
| Мексика                          | –                                    | –                                    | –                                    | –                                    | –                                    | –                                    | 9                                    | –                                    | 9                                    | –                                    | –                                    | –                                    | 9                                    | 4                                    | 7                                    | 9                                    | –                                    | –                                    | –                                    | 10                                        | 7                                         | –                                         | 10                                        | –                                         | 1                                         | 9                                         | 3                                         | –                                         | 12   |
| Нідерландські Антильські острови | –                                    | –                                    | –                                    | –                                    | –                                    | –                                    | –                                    | –                                    | –                                    | 9                                    | –                                    | –                                    | –                                    | –                                    | –                                    | –                                    | –                                    | –                                    | –                                    | –                                         | –                                         | –                                         | –                                         | –                                         | –                                         | –                                         | –                                         | –                                         | 1    |
| Сальвадор                        | –                                    | –                                    | –                                    | –                                    | –                                    | –                                    | –                                    | –                                    | –                                    | –                                    | –                                    | –                                    | –                                    | 13                                   | –                                    | –                                    | –                                    | –                                    | –                                    | –                                         | –                                         | –                                         | –                                         | –                                         | –                                         | –                                         | –                                         | –                                         | 1    |
| США                              | –                                    | 2                                    | –                                    | –                                    | –                                    | 9                                    | 9                                    | 9                                    | 9                                    | 17                                   | 5                                    | –                                    | –                                    | –                                    | 13                                   | –                                    | –                                    | 9                                    | 13                                   | 9                                         | 10                                        | 4                                         | –                                         | 9                                         | –                                         | –                                         | –                                         | 8                                         | 15   |
| Збірна                           | 00                                   | 04                                   | 08                                   | 12                                   | 20                                   | 24                                   | 28                                   | 36                                   | 48                                   | 52                                   | 56                                   | 60                                   | 64                                   | 68                                   | 72                                   | 76                                   | 80                                   | 84                                   | 88                                   | 92                                        | 96                                        | 00                                        | 04                                        | 08                                        | 12                                        | 16                                        | 20                                        | 24                                        | Роки |
| КАФ                              |                                      |                                      |                                      |                                      |                                      |                                      |                                      |                                      |                                      |                                      |                                      |                                      |                                      |                                      |                                      |                                      |                                      |                                      |                                      |                                           |                                           |                                           |                                           |                                           |                                           |                                           |                                           |                                           |      |
| Алжир                            | –                                    | –                                    | –                                    | –                                    | –                                    | –                                    | –                                    | –                                    | –                                    | –                                    | –                                    | –                                    | –                                    | –                                    | –                                    | –                                    | 5                                    | –                                    | –                                    | –                                         | –                                         | –                                         | –                                         | –                                         | –                                         | 14                                        | –                                         | –                                         | 2    |
| Габон                            | –                                    | –                                    | –                                    | –                                    | –                                    | –                                    | –                                    | –                                    | –                                    | –                                    | –                                    | –                                    | –                                    | –                                    | –                                    | –                                    | –                                    | –                                    | –                                    | –                                         | –                                         | –                                         | –                                         | –                                         | 12                                        | –                                         | –                                         | –                                         | 1    |
| Гана                             | –                                    | –                                    | –                                    | –                                    | –                                    | –                                    | –                                    | –                                    | –                                    | –                                    | –                                    | –                                    | 7                                    | 9                                    | 13                                   | –                                    | –                                    | –                                    | –                                    | 3                                         | 8                                         | –                                         | 9                                         | –                                         | –                                         | –                                         | –                                         | –                                         | 6    |
| Гвінея                           | –                                    | –                                    | –                                    | –                                    | –                                    | –                                    | –                                    | –                                    | –                                    | –                                    | –                                    | –                                    | –                                    | 13                                   | –                                    | –                                    | –                                    | –                                    | –                                    | –                                         | –                                         | –                                         | –                                         | –                                         | –                                         | –                                         | –                                         | 16                                        | 2    |
| Єгипет                           | –                                    | –                                    | –                                    | –                                    | 8                                    | 8                                    | 4                                    | 9                                    | 11                                   | 9                                    | WD                                   | 12                                   | 4                                    | –                                    | –                                    | –                                    | WD                                   | 8                                    | –                                    | 12                                        | –                                         | –                                         | –                                         | –                                         | 8                                         | –                                         | 8                                         | 4                                         | 15   |
| Замбія                           | –                                    | –                                    | –                                    | –                                    | –                                    | –                                    | –                                    | –                                    | –                                    | –                                    | –                                    | –                                    | –                                    | –                                    | –                                    | –                                    | 13                                   | –                                    | 5                                    | –                                         | –                                         | –                                         | –                                         | –                                         | –                                         | –                                         | –                                         | –                                         | 2    |
| Камерун                          | –                                    | –                                    | –                                    | –                                    | –                                    | –                                    | –                                    | –                                    | –                                    | –                                    | –                                    | –                                    | –                                    | –                                    | –                                    | –                                    | –                                    | 9                                    | –                                    | –                                         | –                                         | 1                                         | –                                         | 8                                         | –                                         | –                                         | –                                         | –                                         | 3    |
| Кот-д'Івуар                      | –                                    | –                                    | –                                    | –                                    | –                                    | –                                    | –                                    | –                                    | –                                    | –                                    | –                                    | –                                    | –                                    | –                                    | –                                    | –                                    | –                                    | –                                    | –                                    | –                                         | –                                         | –                                         | –                                         | 6                                         | –                                         | –                                         | 7                                         | –                                         | 2    |
| Малі                             | –                                    | –                                    | –                                    | –                                    | –                                    | –                                    | –                                    | –                                    | –                                    | –                                    | –                                    | –                                    | –                                    | –                                    | –                                    | –                                    | –                                    | –                                    | –                                    | –                                         | –                                         | –                                         | 5                                         | –                                         | –                                         | –                                         | –                                         | 14                                        | 2    |
| Марокко                          | –                                    | –                                    | –                                    | –                                    | –                                    | –                                    | –                                    | –                                    | –                                    | –                                    | –                                    | –                                    | 9                                    | –                                    | 7                                    | –                                    | –                                    | 9                                    | –                                    | 15                                        | –                                         | 16                                        | 10                                        | –                                         | 11                                        | –                                         | –                                         | 3                                         | 8    |
| Нігерія                          | –                                    | –                                    | –                                    | –                                    | –                                    | –                                    | –                                    | –                                    | –                                    | –                                    | –                                    | –                                    | –                                    | 13                                   | –                                    | –                                    | 13                                   | –                                    | 13                                   | –                                         | 1                                         | 8                                         | –                                         | 2                                         | –                                         | 3                                         | –                                         | –                                         | 7    |
| Південно-Африканська Республіка  | –                                    | –                                    | –                                    | –                                    | –                                    | –                                    | –                                    | –                                    | –                                    | –                                    | –                                    | –                                    | –                                    | –                                    | –                                    | –                                    | –                                    | –                                    | –                                    | –                                         | –                                         | 11                                        | –                                         | –                                         | –                                         | 13                                        | 16                                        | –                                         | 3    |
| Сенегал                          | –                                    | –                                    | –                                    | –                                    | –                                    | –                                    | –                                    | –                                    | –                                    | –                                    | –                                    | –                                    | –                                    | –                                    | –                                    | –                                    | –                                    | –                                    | –                                    | –                                         | –                                         | –                                         | –                                         | –                                         | 6                                         | -                                         | –                                         | –                                         | 1    |
| Судан                            | –                                    | –                                    | –                                    | –                                    | –                                    | –                                    | –                                    | –                                    | –                                    | –                                    | –                                    | –                                    | –                                    | –                                    | 13                                   | –                                    | –                                    | –                                    | –                                    | –                                         | –                                         | –                                         | –                                         | –                                         | –                                         | –                                         | –                                         | –                                         | 1    |
| Туніс                            | –                                    | –                                    | –                                    | –                                    | –                                    | –                                    | –                                    | –                                    | –                                    | –                                    | –                                    | 13                                   | –                                    | –                                    | –                                    | –                                    | –                                    | –                                    | 9                                    | –                                         | 14                                        | –                                         | 12                                        | –                                         | –                                         | –                                         | –                                         | –                                         | 4    |
| Збірна                           | 00                                   | 04                                   | 08                                   | 12                                   | 20                                   | 24                                   | 28                                   | 36                                   | 48                                   | 52                                   | 56                                   | 60                                   | 64                                   | 68                                   | 72                                   | 76                                   | 80                                   | 84                                   | 88                                   | 92                                        | 96                                        | 00                                        | 04                                        | 08                                        | 12                                        | 16                                        | 20                                        | 24                                        | Роки |
| АФК                              |                                      |                                      |                                      |                                      |                                      |                                      |                                      |                                      |                                      |                                      |                                      |                                      |                                      |                                      |                                      |                                      |                                      |                                      |                                      |                                           |                                           |                                           |                                           |                                           |                                           |                                           |                                           |                                           |      |
| Австралія                        | Виступала в зоні Океанії (6 участей) | Виступала в зоні Океанії (6 участей) | Виступала в зоні Океанії (6 участей) | Виступала в зоні Океанії (6 участей) | Виступала в зоні Океанії (6 участей) | Виступала в зоні Океанії (6 участей) | Виступала в зоні Океанії (6 участей) | Виступала в зоні Океанії (6 участей) | Виступала в зоні Океанії (6 участей) | Виступала в зоні Океанії (6 участей) | Виступала в зоні Океанії (6 участей) | Виступала в зоні Океанії (6 участей) | Виступала в зоні Океанії (6 участей) | Виступала в зоні Океанії (6 участей) | Виступала в зоні Океанії (6 участей) | Виступала в зоні Океанії (6 участей) | Виступала в зоні Океанії (6 участей) | Виступала в зоні Океанії (6 участей) | Виступала в зоні Океанії (6 участей) | Виступала в зоні Океанії (6 участей)      | Виступала в зоні Океанії (6 участей)      | Виступала в зоні Океанії (6 участей)      | Виступала в зоні Океанії (6 участей)      | 11                                        | –                                         | –                                         | 12                                        | –                                         | 2    |
| Афганістан                       | –                                    | –                                    | –                                    | –                                    | –                                    | –                                    | –                                    | –                                    | 17                                   | –                                    | –                                    | –                                    | –                                    | –                                    | –                                    | –                                    | –                                    | –                                    | –                                    | –                                         | –                                         | –                                         | –                                         | –                                         | –                                         | –                                         | –                                         | –                                         | 1    |
| Ізраїль                          | –                                    | –                                    | –                                    | –                                    | –                                    | –                                    | –                                    | –                                    | –                                    | –                                    | –                                    | –                                    | –                                    | 5                                    | –                                    | 5                                    | –                                    | Виступає в Єврозоні                  | Виступає в Єврозоні                  | Виступає в Єврозоні                       | Виступає в Єврозоні                       | Виступає в Єврозоні                       | Виступає в Єврозоні                       | Виступає в Єврозоні                       | Виступає в Єврозоні                       | Виступає в Єврозоні                       | Виступає в Єврозоні                       | –                                         | 2    |
| Індія                            | –                                    | –                                    | –                                    | –                                    | –                                    | –                                    | –                                    | –                                    | 9                                    | 17                                   | 4                                    | 13                                   | –                                    | –                                    | –                                    | –                                    | –                                    | –                                    | –                                    | –                                         | –                                         | –                                         | –                                         | –                                         | –                                         | –                                         | –                                         | –                                         | 4    |
| Індонезія                        | –                                    | –                                    | –                                    | –                                    | –                                    | –                                    | –                                    | –                                    | –                                    | –                                    | 5                                    | –                                    | –                                    | –                                    | –                                    | –                                    | –                                    | –                                    | –                                    | –                                         | –                                         | –                                         | –                                         | –                                         | –                                         | –                                         | –                                         | –                                         | 1    |
| Ірак                             | –                                    | –                                    | –                                    | –                                    | –                                    | –                                    | –                                    | –                                    | –                                    | –                                    | –                                    | –                                    | –                                    | –                                    | –                                    | –                                    | 5                                    | 13                                   | 9                                    | –                                         | –                                         | –                                         | 4                                         | –                                         | –                                         | 12                                        | –                                         | 10                                        | 6    |
| Іран                             | –                                    | –                                    | –                                    | –                                    | –                                    | –                                    | –                                    | –                                    | –                                    | –                                    | –                                    | –                                    | 13                                   | –                                    | 9                                    | 5                                    | –                                    | –                                    | –                                    | –                                         | –                                         | –                                         | –                                         | –                                         | –                                         | –                                         | –                                         | –                                         | 3    |
| Катар                            | –                                    | –                                    | –                                    | –                                    | –                                    | –                                    | –                                    | –                                    | –                                    | –                                    | –                                    | –                                    | –                                    | –                                    | –                                    | –                                    | –                                    | 13                                   | –                                    | 8                                         | –                                         | –                                         | –                                         | –                                         | –                                         | –                                         | –                                         | –                                         | 2    |
| Китай                            | –                                    | –                                    | –                                    | –                                    | –                                    | –                                    | –                                    | 9                                    | 9                                    | –                                    | –                                    | –                                    | –                                    | –                                    | –                                    | –                                    | –                                    | –                                    | 13                                   | –                                         | –                                         | –                                         | –                                         | 13                                        | –                                         | –                                         | –                                         | –                                         | 4    |
| Китайський Тайбей                | –                                    | –                                    | –                                    | –                                    | –                                    | –                                    | –                                    | –                                    | –                                    | –                                    | –                                    | 13                                   | –                                    | –                                    | –                                    | –                                    | –                                    | –                                    | –                                    | –                                         | –                                         | –                                         | –                                         | –                                         | –                                         | –                                         | –                                         | –                                         | 1    |
| Кувейт                           | –                                    | –                                    | –                                    | –                                    | –                                    | –                                    | –                                    | –                                    | –                                    | –                                    | –                                    | –                                    | –                                    | –                                    | –                                    | –                                    | 5                                    | –                                    | –                                    | 16                                        | –                                         | 12                                        | –                                         | –                                         | –                                         | –                                         | –                                         | –                                         | 3    |
| М'янма                           | –                                    | –                                    | –                                    | –                                    | –                                    | –                                    | –                                    | –                                    | –                                    | –                                    | –                                    | –                                    | –                                    | –                                    | 9                                    | –                                    | –                                    | –                                    | –                                    | –                                         | –                                         | –                                         | –                                         | –                                         | –                                         | –                                         | –                                         | –                                         | 1    |
| Малайзія                         | –                                    | –                                    | –                                    | –                                    | –                                    | –                                    | –                                    | –                                    | –                                    | –                                    | –                                    | –                                    | –                                    | –                                    | 9                                    | –                                    | –                                    | –                                    | –                                    | –                                         | –                                         | –                                         | –                                         | –                                         | –                                         | –                                         | –                                         | –                                         | 1    |
| Об'єднані Арабські Емірати       | –                                    | –                                    | –                                    | –                                    | –                                    | –                                    | –                                    | –                                    | –                                    | –                                    | –                                    | –                                    | –                                    | –                                    | –                                    | –                                    | –                                    | –                                    | –                                    | –                                         | –                                         | –                                         | –                                         | –                                         | 15                                        | –                                         | –                                         | –                                         | 1    |
| Південна Корея                   | –                                    | –                                    | –                                    | –                                    | –                                    | –                                    | –                                    | –                                    | 5                                    | –                                    | –                                    | –                                    | 13                                   | –                                    | –                                    | –                                    | –                                    | –                                    | 9                                    | 11                                        | 1                                         | 9                                         | 6                                         | 10                                        | 3                                         | 5                                         | 5                                         | –                                         | 11   |
| КНДР                             | –                                    | –                                    | –                                    | –                                    | –                                    | –                                    | –                                    | –                                    | –                                    | –                                    | –                                    | –                                    | –                                    | –                                    | –                                    | 5                                    | –                                    | –                                    | –                                    | –                                         | –                                         | –                                         | –                                         | –                                         | –                                         | –                                         | –                                         | –                                         | 1    |
| Саудівська Аравія                | –                                    | –                                    | –                                    | –                                    | –                                    | –                                    | –                                    | –                                    | –                                    | –                                    | –                                    | –                                    | –                                    | –                                    | –                                    | –                                    | –                                    | 13                                   | –                                    | –                                         | 15                                        | –                                         | –                                         | –                                         | –                                         | –                                         | 15                                        | –                                         | 3    |
| Сирія                            | –                                    | –                                    | –                                    | –                                    | –                                    | –                                    | –                                    | –                                    | –                                    | –                                    | –                                    | –                                    | –                                    | –                                    | –                                    | –                                    | 13                                   | –                                    | –                                    | –                                         | –                                         | –                                         | –                                         | –                                         | –                                         | –                                         | –                                         | –                                         | 1    |
| Тайланд                          | –                                    | –                                    | –                                    | –                                    | –                                    | –                                    | –                                    | –                                    | –                                    | –                                    | 9                                    | –                                    | –                                    | 13                                   | –                                    | –                                    | –                                    | –                                    | –                                    | –                                         | –                                         | –                                         | –                                         | –                                         | –                                         | –                                         | –                                         | –                                         | 2    |
| Узбекистан                       | –                                    | –                                    | –                                    | –                                    | –                                    | –                                    | –                                    | –                                    | –                                    | –                                    | –                                    | –                                    | –                                    | –                                    | –                                    | –                                    | –                                    | –                                    | –                                    | –                                         | –                                         | –                                         | –                                         | –                                         | –                                         | –                                         | –                                         | 13                                        | 1    |
| Японія                           | –                                    | –                                    | –                                    | –                                    | –                                    | –                                    | –                                    | 5                                    | –                                    | –                                    | 9                                    | –                                    | 7                                    | 3                                    | –                                    | –                                    | –                                    | –                                    | –                                    | –                                         | 9                                         | 6                                         | 13                                        | 15                                        | 4                                         | 10                                        | 4                                         | 5                                         | 12   |
| Збірна                           | 00                                   | 04                                   | 08                                   | 12                                   | 20                                   | 24                                   | 28                                   | 36                                   | 48                                   | 52                                   | 56                                   | 60                                   | 64                                   | 68                                   | 72                                   | 76                                   | 80                                   | 84                                   | 88                                   | 92                                        | 96                                        | 00                                        | 04                                        | 08                                        | 12                                        | 16                                        | 20                                        | 24                                        | Роки |
| ОФК                              |                                      |                                      |                                      |                                      |                                      |                                      |                                      |                                      |                                      |                                      |                                      |                                      |                                      |                                      |                                      |                                      |                                      |                                      |                                      |                                           |                                           |                                           |                                           |                                           |                                           |                                           |                                           |                                           |      |
| Австралія                        | –                                    | –                                    | –                                    | –                                    | –                                    | –                                    | –                                    | –                                    | –                                    | –                                    | 5                                    | –                                    | –                                    | –                                    | –                                    | –                                    | –                                    | –                                    | 5                                    | 4                                         | 13                                        | 15                                        | 7                                         | АФК                                       | АФК                                       | АФК                                       | АФК                                       | АФК                                       | 8    |
| Нова Зеландія                    | –                                    | –                                    | –                                    | –                                    | –                                    | –                                    | –                                    | –                                    | –                                    | –                                    | –                                    | –                                    | –                                    | –                                    | –                                    | –                                    | –                                    | –                                    | –                                    | –                                         | –                                         | –                                         | –                                         | 14                                        | 16                                        | –                                         | 6                                         | 11                                        | 4    |
| Фіджі                            | –                                    | –                                    | –                                    | –                                    | –                                    | –                                    | –                                    | –                                    | –                                    | –                                    | –                                    | –                                    | –                                    | –                                    | –                                    | –                                    | –                                    | –                                    | –                                    | –                                         | –                                         | –                                         | –                                         | –                                         | –                                         | 16                                        | –                                         | –                                         | 1    |
| Збірна                           | 00                                   | 04                                   | 08                                   | 12                                   | 20                                   | 24                                   | 28                                   | 36                                   | 48                                   | 52                                   | 56                                   | 60                                   | 64                                   | 68                                   | 72                                   | 76                                   | 80                                   | 84                                   | 88                                   | 92                                        | 96                                        | 00                                        | 04                                        | 08                                        | 12                                        | 16                                        | 20                                        | 24                                        | Роки |
| Загалом                          | 3                                    | 2                                    | 5                                    | 11                                   | 14                                   | 22                                   | 17                                   | 16                                   | 18                                   | 25                                   | 11                                   | 16                                   | 14                                   | 16                                   | 16                                   | 13                                   | 16                                   | 16                                   | 16                                   | 16                                        | 16                                        | 16                                        | 16                                        | 16                                        | 16                                        | 16                                        | 16                                        | 16                                        |      |

### Жінки
| Збірна                          | 96 | 00 | 04 | 08 | 12 | 16 | 20 | 24 | Роки |
| ------------------------------- | -- | -- | -- | -- | -- | -- | -- | -- | ---- |
| Австралія                       | –  | 7  | 5  | –  | –  | 7  | 4  | 9  | 5    |
| Аргентина                       | –  | –  | –  | 11 | –  | –  | –  | –  | 1    |
| Бразилія                        | 4  | 4  | 2  | 2  | 6  | 4  | 6  | 2  | 8    |
| Велика Британія                 | –  | –  | –  | –  | 5  | –  | 7  | –  | 2    |
| Греція                          | –  | –  | 10 | –  | –  | –  | –  | –  | 1    |
| Данія                           | 8  | –  | –  | –  | –  | –  | –  | –  | 1    |
| Замбія                          | –  | –  | –  | –  | –  | –  | 9  | 12 | 2    |
| Зімбабве                        | –  | –  | –  | –  | –  | 12 | –  | –  | 1    |
| Іспанія                         | –  | –  | –  | –  | –  | –  | –  | 4  | 1    |
| Камерун                         | –  | –  | –  | –  | 12 | –  | –  | –  | 1    |
| Канада                          | –  | –  | –  | 8  | 3  | 3  | 1  | 7  | 5    |
| Китай                           | 2  | 5  | 9  | 5  | –  | 8  | 10 | –  | 6    |
| Колумбія                        | –  | –  | –  | –  | 11 | 11 | –  | 8  | 3    |
| Мексика                         | –  | –  | 8  | –  | –  | –  | –  | –  | 1    |
| Нігерія                         | –  | 8  | 6  | 11 | –  | –  | –  | 11 | 4    |
| Нідерланди                      | –  | –  | –  | –  | –  | –  | 5  | –  | 1    |
| Німеччина                       | 5  | 3  | 3  | 3  | –  | 1  | –  | 3  | 6    |
| Нова Зеландія                   | –  | –  | –  | 10 | 8  | 9  | 12 | 10 | 5    |
| Норвегія                        | 3  | 1  | –  | 7  | –  | –  | –  | –  | 3    |
| Південно-Африканська Республіка | –  | –  | –  | –  | 10 | 10 | –  | –  | 2    |
| КНДР                            | –  | –  | –  | 9  | 9  | –  | –  | –  | 2    |
| США                             | 1  | 2  | 1  | 1  | 1  | 5  | 3  | 1  | 8    |
| Франція                         | –  | –  | –  | –  | 4  | 6  | –  | 6  | 3    |
| Чилі                            | –  | –  | –  | –  | –  | –  | 11 | –  | 1    |
| Швеція                          | 6  | 6  | 4  | 6  | 7  | 2  | 2  | –  | 7    |
| Японія                          | 7  | –  | 7  | 4  | 2  | –  | 8  | 5  | 6    |
| Загалом                         | 8  | 8  | 10 | 12 | 12 | 12 | 12 | 12 |      |

## Медальний залік

### Загальний
| Місце                | Країна                     | Золото | Срібло | Бронза | Загалом |
| -------------------- | -------------------------- | ------ | ------ | ------ | ------- |
| 1                    | США (USA)                  | 5      | 2      | 2      | 9       |
| 2                    | Угорщина (HUN)             | 3      | 1      | 1      | 5       |
| 3                    | Велика Британія (GBR)      | 3      | 0      | 0      | 3       |
| 4                    | Бразилія (BRA)             | 2      | 6      | 2      | 10      |
| 5                    | Іспанія (ESP)              | 2      | 3      | 0      | 5       |
| 6                    | Аргентина (ARG)            | 2      | 2      | 0      | 4       |
| 7                    | СРСР                       | 2      | 0      | 3      | 5       |
| 8                    | Канада (CAN)               | 2      | 0      | 2      | 4       |
| 9                    | Уругвай (URU)              | 2      | 0      | 0      | 2       |
| 10                   | Югославія                  | 1      | 3      | 1      | 5       |
| 11                   | Швеція (SWE)               | 1      | 2      | 2      | 5       |
| 12                   | Польща (POL)               | 1      | 2      | 0      | 3       |
| 12                   | Франція (FRA)              | 1      | 2      | 0      | 3       |
| 14                   | Німеччина (GER)            | 1      | 1      | 4      | 6       |
| 15                   | Нігерія (NGR)              | 1      | 1      | 1      | 3       |
| 15                   | НДР                        | 1      | 1      | 1      | 3       |
| 17                   | Чехословаччина             | 1      | 1      | 0      | 2       |
| 18                   | Італія (ITA)               | 1      | 0      | 2      | 3       |
| 18                   | Норвегія (NOR)             | 1      | 0      | 2      | 3       |
| 20                   | Бельгія (BEL)              | 1      | 0      | 1      | 2       |
| 20                   | Мексика (MEX)              | 1      | 0      | 1      | 2       |
| 22                   | Камерун (CMR)              | 1      | 0      | 0      | 1       |
| 23                   | Данія (DEN)                | 0      | 3      | 1      | 4       |
| 24                   | Болгарія (BUL)             | 0      | 1      | 1      | 2       |
| 24                   | Японія (JPN)               | 0      | 1      | 1      | 2       |
| 26                   | Австрія (AUT)              | 0      | 1      | 0      | 1       |
| 26                   | Китай (CHN)                | 0      | 1      | 0      | 1       |
| 26                   | Парагвай (PAR)             | 0      | 1      | 0      | 1       |
| 26                   | Швейцарія (SUI)            | 0      | 1      | 0      | 1       |
| 30                   | Нідерланди (NED)           | 0      | 0      | 3      | 3       |
| 31                   | Гана (GHA)                 | 0      | 0      | 1      | 1       |
| 31                   | Марокко (MAR)              | 0      | 0      | 1      | 1       |
| 31                   | Південна Корея (KOR)       | 0      | 0      | 1      | 1       |
| 31                   | Чилі (CHI)                 | 0      | 0      | 1      | 1       |
| 31                   | Західна Німеччина          | 0      | 0      | 1      | 1       |
| 31                   | Об'єднана німецька команда | 0      | 0      | 1      | 1       |
| Загалом (36 збірних) | Загалом (36 збірних)       | 36     | 36     | 37     | 109     |

### Чоловіки
| Місце                | Країна                     | Золото | Срібло | Бронза | Загалом |
| -------------------- | -------------------------- | ------ | ------ | ------ | ------- |
| 1                    | Угорщина                   | 3      | 1      | 1      | 5       |
| 2                    | Велика Британія            | 3      | 0      | 0      | 3       |
| 3                    | Бразилія                   | 2      | 3      | 2      | 7       |
| 4                    | Іспанія                    | 2      | 3      | 0      | 5       |
| 5                    | Аргентина                  | 2      | 2      | 0      | 4       |
| 6                    | СРСР                       | 2      | 0      | 3      | 5       |
| 7                    | Уругвай                    | 2      | 0      | 0      | 2       |
| 8                    | Югославія                  | 1      | 3      | 1      | 5       |
| 9                    | Польща                     | 1      | 2      | 0      | 3       |
| 9                    | Франція                    | 1      | 2      | 0      | 3       |
| 11                   | Нігерія                    | 1      | 1      | 1      | 3       |
| 11                   | НДР                        | 1      | 1      | 1      | 3       |
| 13                   | Чехословаччина             | 1      | 1      | 0      | 2       |
| 14                   | Італія                     | 1      | 0      | 2      | 3       |
| 14                   | Швеція                     | 1      | 0      | 2      | 3       |
| 16                   | Бельгія                    | 1      | 0      | 1      | 2       |
| 16                   | Мексика                    | 1      | 0      | 1      | 2       |
| 18                   | Камерун                    | 1      | 0      | 0      | 1       |
| 18                   | Канада                     | 1      | 0      | 0      | 1       |
| 20                   | Данія                      | 0      | 3      | 1      | 4       |
| 21                   | Болгарія                   | 0      | 1      | 1      | 2       |
| 21                   | США                        | 0      | 1      | 1      | 2       |
| 23                   | Австрія                    | 0      | 1      | 0      | 1       |
| 23                   | Німеччина                  | 0      | 1      | 0      | 1       |
| 23                   | Парагвай                   | 0      | 1      | 0      | 1       |
| 23                   | Швейцарія                  | 0      | 1      | 0      | 1       |
| 27                   | Нідерланди                 | 0      | 0      | 3      | 3       |
| 28                   | Гана                       | 0      | 0      | 1      | 1       |
| 28                   | Марокко                    | 0      | 0      | 1      | 1       |
| 28                   | Норвегія                   | 0      | 0      | 1      | 1       |
| 28                   | Південна Корея             | 0      | 0      | 1      | 1       |
| 28                   | Чилі                       | 0      | 0      | 1      | 1       |
| 28                   | Японія                     | 0      | 0      | 1      | 1       |
| 28                   | Західна Німеччина          | 0      | 0      | 1      | 1       |
| 28                   | Об'єднана німецька команда | 0      | 0      | 1      | 1       |
| Загалом (35 збірних) | Загалом (35 збірних)       | 28     | 28     | 29     | 85      |

### Жінки
| Місце               | Країна              | Золото | Срібло | Бронза | Загалом |
| ------------------- | ------------------- | ------ | ------ | ------ | ------- |
| 1                   | США                 | 5      | 1      | 1      | 7       |
| 2                   | Німеччина           | 1      | 0      | 4      | 5       |
| 3                   | Канада              | 1      | 0      | 2      | 3       |
| 4                   | Норвегія            | 1      | 0      | 1      | 2       |
| 5                   | Бразилія            | 0      | 3      | 0      | 3       |
| 6                   | Швеція              | 0      | 2      | 0      | 2       |
| 7                   | Китай               | 0      | 1      | 0      | 1       |
| 7                   | Японія              | 0      | 1      | 0      | 1       |
| Загалом (8 збірних) | Загалом (8 збірних) | 8      | 8      | 8      | 24      |

## Турніри за роками

### Чоловічий турнір
| Рік         | Місце          | Фінал                | Фінал                | Фінал                      | За 3-тє місце             | За 3-тє місце        | За 3-тє місце                 |
| Рік         | Місце          | Переможець           | Рахунок              | Фіналіст                   | 3-тє місце                | Рахунок              | 4-те місце                    |
| ----------- | -------------- | -------------------- | -------------------- | -------------------------- | ------------------------- | -------------------- | ----------------------------- |
| 1896        | Афіни          | Не проводився        | Не проводився        | Не проводився              | Не проводився             | Не проводився        | Не проводився                 |
| 1900 Деталі | Париж          | «Аптон-парк»         | [ 5 ]                | USFSA XI                   | Брюссельський університет | [ 5 ]                | Брали участь лише три клуби   |
| 1904 Деталі | Сент-Луїс      | «Голт»               | [ 5 ]                | Christian Brothers College | St. Rose Parish           | [ 5 ]                | Брали участь лише три клуби   |
| 1908 Деталі | Лондон         | Велика Британія      | 2 — 0                | Данія                      | Нідерланди                | 2 — 0                | Швеція                        |
| 1912 Деталі | Стокгольм      | Велика Британія      | 4 — 2                | Данія                      | Нідерланди                | 9 — 0                | Фінляндія                     |
| 1920 Деталі | Антверпен      | Бельгія              | [ 6 ]                | Іспанія                    | Нідерланди                | [ 6 ]                | Франція                       |
| 1924 Деталі | Париж          | Уругвай              | 3 — 0                | Швейцарія                  | Швеція                    | 1 — 1 о.т.           | Нідерланди                    |
| 1924 Деталі | Париж          | Уругвай              | 3 — 0                | Швейцарія                  | Перегравання: 3 — 1       |                      |                               |
| 1928 Деталі | Амстердам      | Уругвай              | 1 — 1 о.т.           | Аргентина                  | Італія                    | 11 — 3               | Єгипет                        |
| 1928 Деталі | Амстердам      | Перегравання: 2 — 1  |                      |                            | Італія                    | 11 — 3               | Єгипет                        |
| 1932        | Лос-Анджелес   | Турнір не проводився | Турнір не проводився | Турнір не проводився       | Турнір не проводився      | Турнір не проводився | Турнір не проводився          |
| 1936 Деталі | Берлін         | Італія               | 2 — 1 о.т.           | Австрія                    | Норвегія                  | 3 — 2                | Польща                        |
| 1948 Деталі | Лондон         | Швеція               | 3 — 1                | Югославія                  | Данія                     | 5 — 3                | Велика Британія               |
| 1952 Деталі | Гельсінкі      | Угорщина             | 2 — 0                | Югославія                  | Швеція                    | 2 — 0                | ФРН                           |
| 1956 Деталі | Мельбурн       | СРСР                 | 1 — 0                | Югославія                  | Болгарія                  | 3 — 0                | Індія                         |
| 1960 Деталі | Рим            | Югославія            | 3 — 1                | Данія                      | Угорщина                  | 2 — 1                | Італія                        |
| 1964 Деталі | Токіо          | Угорщина             | 2 — 1                | Чехословаччина             | НДР                       | 3 — 1                | Об'єднана Арабська Республіка |
| 1968 Деталі | Мехіко         | Угорщина             | 4 — 1                | Болгарія                   | Японія                    | 2 — 0                | Мексика                       |
| 1972 Деталі | Мюнхен         | Польща               | 2 — 1                | Угорщина                   | СРСР                      | 2 — 2 о.т.           | НДР                           |
| 1976 Деталі | Монреаль       | НДР                  | 3 — 1                | Польща                     | СРСР                      | 2 — 0                | Бразилія                      |
| 1980 Деталі | Москва         | Чехословаччина       | 1 — 0                | НДР                        | СРСР                      | 2 — 0                | Югославія                     |
| 1984 Деталі | Лос-Анджелес   | Франція              | 2 — 0                | Бразилія                   | Югославія                 | 2 — 1                | Італія                        |
| 1988 Деталі | Сеул           | СРСР                 | 2 — 1 овертайм       | Бразилія                   | ФРН                       | 3 — 0                | Італія                        |
| 1992 Деталі | Барселона      | Іспанія              | 3 — 2                | Польща                     | Гана                      | 1 — 0                | Австралія                     |
| 1996 Деталі | Атланта        | Нігерія              | 3 — 2                | Аргентина                  | Бразилія                  | 5 — 0                | Португалія                    |
| 2000 Деталі | Сідней         | Камерун              | 2 — 2 золотий гол    | Іспанія                    | Чилі                      | 2 — 0                | США                           |
| 2000 Деталі | Сідней         | 5 — 3 (пен.)         |                      |                            | Чилі                      | 2 — 0                | США                           |
| 2004 Деталі | Афіни          | Аргентина            | 1 — 0                | Парагвай                   | Італія                    | 1 — 0                | Ірак                          |
| 2008 Деталі | Пекін          | Аргентина            | 1 — 0                | Нігерія                    | Бразилія                  | 3 — 0                | Бельгія                       |
| 2012 Деталі | Лондон         | Мексика              | 2 — 1                | Бразилія                   | Південна Корея            | 2 — 0                | Японія                        |
| 2016 Деталі | Ріо-де-Жанейро | Бразилія             | 1 — 1 овертайм       | Німеччина                  | Нігерія                   | 3 — 2                | Гондурас                      |
| 2016 Деталі | Ріо-де-Жанейро | 5 — 4 (пен.)         |                      |                            | Нігерія                   | 3 — 2                | Гондурас                      |
| 2020 Деталі | Токіо          | Бразилія             | 2 — 1 овертайм       | Іспанія                    | Мексика                   | 3 — 1                | Японія                        |
| 2024 Деталі | Париж          | Іспанія              | 5 — 3                | Франція                    | Марокко                   | 6 — 0                | Єгипет                        |

### Переможці і призери
| Збірна          | Титули               | 2 місце              | 3 місце              | 4 місце              | Медалі |
| --------------- | -------------------- | -------------------- | -------------------- | -------------------- | ------ |
| Угорщина        | 3 (1952, 1964, 1968) | 1 (1972)             | 1 (1960)             |                      | 5      |
| Велика Британія | 3 (1900, 1908, 1912) |                      |                      | 1 (1948)             | 3      |
| Бразилія        | 2 (2016, 2020)       | 3 (1984, 1988, 2012) | 2 (1996, 2008)       | 1 (1976)             | 7      |
| Іспанія         | 2 (1992, 2024)       | 3 (1920, 2000, 2020) |                      |                      | 5      |
| Аргентина       | 2 (2004, 2008)       | 2 (1928, 1996)       |                      |                      | 4      |
| СРСР            | 2 (1956, 1988)       |                      | 3 (1972, 1976, 1980) |                      | 5      |
| Уругвай         | 2 (1924, 1928)       |                      |                      |                      | 2      |
| Югославія       | 1 (1960)             | 3 (1948, 1952, 1956) | 1 (1984)             | 1 (1980)             | 5      |
| Польща          | 1 (1972)             | 2 (1976, 1992)       |                      | 1 (1936)             | 3      |
| Франція         | 1 (1984)             | 2 (1900, 2024)       |                      | 1 (1920)             | 3      |
| НДР             | 1 (1976)             | 1 (1980)             | 2 (19644, 1972)      |                      | 4      |
| Нігерія         | 1 (1996)             | 1 (2008)             | 1 (2016)             |                      | 3      |
| Чехія3          | 1 (1980)             | 1 (1964)             |                      |                      | 2      |
| Італія          | 1 (1936)             |                      | 2 (1928, 2004)       | 3 (1960, 1984, 1988) | 3      |
| Швеція          | 1 (1948)             |                      | 2 (1924, 1952)       | 1 (1908)             | 3      |
| Бельгія         | 1 (1920)             |                      | 1 (1900)             | 1 (2008)             | 2      |
| Мексика         | 1 (2012)             |                      | 1 (2020)             | 1 (1968)             | 2      |
| Камерун         | 1 (2000)             |                      |                      |                      | 1      |
| Канада          | 1 (1904)             |                      |                      |                      | 1      |
| Данія           |                      | 3 (1908, 1912, 1960) | 1 (1948)             |                      | 4      |
| Німеччина4 5    |                      | 1 (2016)             | 1 (19885)            | 1 (19525)            | 3      |
| США             |                      | 1 (1904)             | 1 (1904)             | 1 (2000)             | 2      |
| Болгарія        |                      | 1 (1968)             | 1 (1956)             |                      | 2      |
| Парагвай        |                      | 1 (2004)             |                      |                      | 1      |
| Австрія         |                      | 1 (1936)             |                      |                      | 1      |
| Швейцарія       |                      | 1 (1924)             |                      |                      | 1      |
| Нідерланди      |                      |                      | 3 (1908, 1912, 1920) | 1 (1924)             | 3      |
| Японія          |                      |                      | 1 (1968)             | 2 (2012, 2020)       | 1      |
| Південна Корея  |                      |                      | 1 (2012)             |                      | 1      |
| Чилі            |                      |                      | 1 (2000)             |                      | 1      |
| Гана            |                      |                      | 1 (1992)             |                      | 1      |
| Норвегія        |                      |                      | 1 (1936)             |                      | 1      |
| Марокко         |                      |                      | 1 (2024)             |                      | 1      |
| Єгипет          |                      |                      |                      | 3 (1928, 1964, 2024) | 0      |
| Гондурас        |                      |                      |                      | 1 (2016)             | 0      |
| Ірак            |                      |                      |                      | 1 (2004)             | 0      |
| Португалія      |                      |                      |                      | 1 (1996)             | 0      |
| Австралія       |                      |                      |                      | 1 (1992)             | 0      |
| Індія           |                      |                      |                      | 1 (1956)             | 0      |
| Фінляндія       |                      |                      |                      | 1 (1912)             | 0      |

- 3 як Чехословаччина.
- 4 як Об'єднана німецька команда.
- 5 як ФРН (Західна Німеччина).

### Жіночий турнір
| Рік         | Місце          | Фінал      | Фінал                 | Фінал    | Матч за третє місце | Матч за третє місце | Матч за третє місце |
| Рік         | Місце          | Переможець | Рахунок               | Фіналіст | Третє місце         | Рахунок             | Четверте місце      |
| ----------- | -------------- | ---------- | --------------------- | -------- | ------------------- | ------------------- | ------------------- |
| 1996 Деталі | Атланта        | США        | 2 — 1                 | КНР      | Норвегія            | 2 — 0               | Бразилія            |
| 2000 Деталі | Сідней         | Норвегія   | 3 — 2 золотий м'яч    | США      | Німеччина           | 2 — 0               | Бразилія            |
| 2004 Деталі | Афіни          | США        | 2 — 1 додатковий тайм | Бразилія | Німеччина           | 1 — 0               | Швеція              |
| 2008 Деталі | Пекін          | США        | 1 — 0 додатковий тайм | Бразилія | Німеччина           | 2 — 0               | Японія              |
| 2012 Деталі | Лондон         | США        | 2 — 1                 | Японія   | Канада              | 1 — 0               | Франція             |
| 2016 Деталі | Ріо-де-Жанейро | Німеччина  | 2 — 1                 | Швеція   | Канада              | 2 — 1               | Бразилія            |
| 2020 Деталі | Токіо          | Канада     | 1 — 1 пенальті 3 — 2  | Швеція   | США                 | 4 — 3               | Австралія           |
| 2024 Деталі | Париж          | США        | 1 — 0                 | Бразилія | Німеччина           | 1 — 0               | Іспанія             |

### Переможці і призери
| Збірна    | Титули                           | 2 місце              | 3 місце                    | 4 місце              |
| --------- | -------------------------------- | -------------------- | -------------------------- | -------------------- |
| США       | 5 (1996, 2004, 2008, 2012, 2024) | 1 (2000)             | 1 (2020)                   |                      |
| Німеччина | 1 (2016)                         |                      | 4 (2000, 2004, 2008, 2024) |                      |
| Канада    | 1 (2020)                         |                      | 2 (2012, 2016)             |                      |
| Норвегія  | 1 (2000)                         |                      | 1 (1996)                   |                      |
| Бразилія  |                                  | 3 (2004, 2008, 2024) |                            | 3 (1996, 2000, 2016) |
| Швеція    |                                  | 2 (2016, 2020)       |                            | 1 (2004)             |
| Японія    |                                  | 1 (2012)             |                            | 1 (2008)             |
| КНР       |                                  | 1 (1996)             |                            |                      |
| Франція   |                                  |                      |                            | 1 (2012)             |
| Австралія |                                  |                      |                            | 1 (2020)             |
| Іспанія   |                                  |                      |                            | 1 (2024)             |